# Енергетика Швеції
Енергія в Швеції — галузь виробництва, споживання та імпорту електроенергії в Швеції. Електроенергетичний сектор в Швеції є основною статтею[чого?] електроенергії в Швеції. Шведський закон про клімат за лютий 2017 року націлений на те щоб до 2045 року Швеція стала вуглецевонейтральною. Мета Швеції — скоротити викиди кліматичних газів на 63 % з 1990 по 2030 роки, а міжнародні перевезення без урахування іноземних рейсів — на 70 %. До 2014 року трохи більше половини загального кінцевого енергоспоживання країни в області електроенергії, опалення, охолодження та транспорту було забезпечено за рахунок поновлюваних джерел енергії, що є найвищою часткою серед 28 країн-членів ЄС .

## Огляд
| | Населення (млн.) | Первинне енергопостачання (ТВтч) | Національне виробництво енергії (ТВтч) | Чистий імпорт енергії (ТВтч) | Споживання електроенергії (ТВтч) | CO2 -еміссії (Mt) |
| 2004 | 8,99             | 627                              | 408                                    | 236                          | 138,7                            | 52,2              |
| 2007 | 9,15             | 586                              | 391                                    | 221                          | 139,4                            | 46,2              |
| 2008 | 9,26             | 577                              | 387                                    | 229                          | 137,1                            | 45,9              |
| 2009 | 9,30             | 528                              | 353                                    | 207                          | 131,5                            | 41,7              |
| 2010 | 9,38             | 596                              | 390                                    | 229                          | 140,1                            | 47,6              |
| 2012 | 9,45             | 570                              | 378                                    | 219                          | 132,6                            | 44,9              |
| 2012R | 9,52             | 583                              | 421                                    | 179                          | 136,0                            | 40,4              |
| 2013 | 9,60             | 573                              | 408                                    | 193                          | 133,2                            | +37,5             |
| 2015 | 9,80             | 529                              | 395                                    | 170                          | 133,2                            | 37,1              |
| Зміни 2004-2015 | 9 %              | -15,6%                           | -3,2%                                  | -28%                         | -4%                              | -28,9%            |
| Енергетичні показники, конвертовані з Mtoe з використанням коефіцієнта перетворення 1 Mtoe = 11,63 ТВтч. Первинна енергія включає втрати енергії, такі як 2/3 для ядерної енергетики 2012R = критерії розрахунку CO2 змінені, цифри оновлені |                  |                                  |                                        |                              |                                  |                   |

Зниження викидів на 7,7 % в 2008-2009 рр. було, частково обумовлено економічним спадом в Європі в 2008-2009 рр., а не тільки стійкими змінами в споживанні енергії. З 2008 по 2009 рік зміна в США склала 7,0 %, а в Канаді — 9,6 % .
У 2011 році Світовою енергетичною радою спільно з Олівером Уайманом була опублікована доповідь під назвою «Політикам на майбутнє: оцінка енергетичної та кліматичної політики країни в 2011 році», в якому показники країни оцінюються відповідно до індексу енергетичної стійкості. Кращими виконавцями були Швейцарія, Швеція і Франція.
Будинки й житловий сектор в даний час складають 40 відсотків енергоспоживання Швеції. Будинки мають тривалий термін служби. Таким чином, енергоефективність важлива для споруджуваних будинків. Підвищення енергоефективності для існуючих будівель є найбільшою проблемою .
У квітні 2020 року Стокгольмське енергопостачальне підприємство Stockholm Exergi закрило останню вугільну станцію у Швеції — ТЕЦ KVV6 (Kraftvärmeverk 6). До 2040 року Стокгольм планує повністю припинити використання викопного палива (в усіх секторах), а країна в цілому зобов'язується повністю перейти на ВДЕ до того ж терміну, і стати кліматично-нейтральною до 2045 року. Закриття вугільної електростанції є одним з кроків до цих цілей.

## Відновлювана енергія
В контексті Директиви Європейського союзу про поновлювані джерела енергії 2009 року Швеція працювала над досягненням 49 % частки відновлюваної енергії у валовому кінцевому споживанні енергії — електричної енергії, опалення / охолодження і транспорту — до 2020 року. Євростат повідомив, що Швеція вже перевищила мету Директиви на 2020 рік у 2014 році і досягла 52,6 % від загального кінцевого споживання енергії, що забезпечується поновлюваними джерелами енергії (у 2004 році він становив лише 38,7 %). Це робить Швецію провідною країною в групі ЄС-28 за часткою використання відновлюваної енергії, за нею йдуть Фінляндія і Латвія — 38,7 %, Австрія — 33,1 % і Данія — 29,2 %. Дві інші країни, які підписали цю директиву, Ісландія і Норвегія, як і раніше випереджають Швецію на 77,1 % і 69,2 % відповідно.
Загальна частка кінцевого енергоспоживання в Швеції в 2014 році в 52,6 % розподіляється за видами відновлюваної енергії, забезпечуючи наступні частки для кожного сектора: 68,1 % сектора опалення та охолодження, 63,3 % сектора електроенергії і 19,2 % сектора транспорту .
Частка використання відновлюваної електроенергії в Швеції висока. На гідроелектростанцію, вітряну і сонячну енергію разом доводилося 49,8 % електроенергії, виробленої в країні в 2014 році (однак у порівнянні з національним споживанням електроенергії ця сума зростає до 55,5 %). З 2003 року Швеція підтримує поновлювані джерела енергії в секторі електроенергетики з зобов'язанням «зеленого сертифіката електрики» для роздрібних постачальників електроенергії. Поточний план системи сертифікатів полягає в підтримці 25 ТВт нової генерації відновлюваної електроенергії до 2020 року .
У червні 2016 шведський лівоцентристський коаліційний уряд меншості уклав міжпартійну енергетичну угоду з трьома опозиційними партіями (Помірна партія, Партія центру і Християнські демократи), при цьому угода націлена на 100 % поновлювану електроенергію.
У 2013 році інвестиції у відновлювану енергетику в Швеції склали понад 1 мільярд доларів США.

### Енергія вітру
На частку енергії вітру доводилося 10 % електроенергії, виробленої в Швеції в 2015 році, в порівнянні з 5 % в 2012 році і 2,4 % в 2010 році .
Потенціал енергії вітру в Швеції становить 510 ТВтч / рік на суші і 46 ТВтч / рік на морі. Споживання склало 140 ТВт-рік електроенергії в 2010 році.
У 2013 році Швеція була другою за величиною країною в світі за потужністю вітру на душу населення: 488 Вт на людину, поступившись тільки Данії (863 Вт на людину). В кореляції слід зазначити, що використання енергії Швецією на одного жителя набагато вище, ніж в середньому по Європі.
| Країна | 2016   | 2015   | 2014   | 2013   | 2012   | 2011  | 2010  | 2009  | 2008  | 2007  | 2006  | 2005  | 2004  | 2003  | 2002  | 2001  | 2000  | 1999 | 1998 |
| ЄС     | 153730 | 141579 | 128751 | 117289 | 105696 | 93957 | 84074 | 74767 | 64712 | 56517 | 48069 | 40511 | 34383 | 28599 | 23159 | 17315 | 12887 | 9678 | 6453 |
| Швеція | 6519   | 6025   | 5425   | 4470   | 3745   | 2907  | 2163  | 1560  | 1048  | +788  | 571   | 509   | 442   | 399   | 345   | 293   | 231   | 220  | 174  |

### Потужність хвилі
У Швеції є електростанція за межами Лисечіля, якою управляє Уппсальський університет. Дослідницька група з енергії хвиль в Упсальському університеті вивчає і розробляє все різні аспекти енергії хвиль, від енергетичних систем і генераторів до гідродинамічного моделювання та впливу парків енергій хвиль на навколишнє середовище .

### Гідроелектростанція
Гідроелектростанція в Швеції забезпечує більше половини виробництва енергії. Більше 1900 електростанцій працюють по всій країні. Сорок п'ять виробляють 100 МВт і більше, 17 виробляють 200 МВт і більше і 6 виробляють 400 МВт і більше. Найбільша станція, розташована у верхів'ях річки Лулеельвен, має максимальну виробничу потужність 977 МВт. Річка Лулеельвен також є найпродуктивнішою річкою з майже 18 % встановленого шведського ефекту.

### Сонячна енергія
Хоча історично установки були мінімальними, в Швеції останнім часом швидко зросла сонячна енергія, а сумарна потужність фотоелектричних систем в 2014 році збільшилася майже вдвічі — до 79 МВт . Потужність збільшилася до 205 МВт в кінці 2016 року.
Сонячна енергія становить приблизно 0,2 % від загального споживання електроенергії в країні станом на 2017 рік.

### Біопаливо
Швеція прагне до створення парку автомобілів без використання викопного палива до 2030 року.
Швеція опублікувала критерії стійкості для біопалива (2011 р), які розглядають райони з високими біологічними цінностями, які повинні бути захищені щодо виробництва палива. Початковою сировиною, використовуваною для виробництва біорідин в Швеції протягом 2011 року, була Швеція 49 % Нідерланди 17 % Сполучені Штати Америки 17 % Фінляндія 6 % Бельгія 3 % і інші 8 % (Бразилія, Малайзія і Росія). Пальмову олію часто називають бруднию сировиною для біопалива. Жодна зі шведських компаній не використовувала пальмову олію в 2011 році. Найбільша частка сировини для біорідин надходить з лісової промисловості у вигляді таллової смоли, талової олії та метанолу .
У 2013 році автобусні парки в багатьох містах повністю покладалися на біометан, місцеві заводи виробляли понад 60 % всього біометану, використовуваного в шведських транспортних засобах на природному газі, і в 2012 і 2013 роках було відкрито більше автозаправних станцій. «Goteborg Energi» (Gothenburg Energy)) має установку потужністю 20 МВт, яка газифікує залишки лісу і потім перетворює синтез-гази — водень і оксид вуглецю — в біометан.

## Тепловий і ядерний
Ядерна промисловість домінує в цьому секторі. Інша діюча установка майже у всіх випадках працює на поновлюваному паливі. Олійні заводи нечисленні або виведені з експлуатації, або використовуються в якості резерву.

### Ядерна енергія
Понад 35 % електроенергії в Швеції проводиться 10 ядерними реакторами, розподіленими по трьом електростанціям:
- Атомна електростанція Рінгхалс — 3 реактора з водою під тиском, 1 реактор з киплячою водою, ~ 4,2 ГВт

- Атомна електростанція Оскарсхамн — 3 BWR (одна з них також є найбільшою в світі BWR), ~ 2,6 ГВт

- Атомна електростанція Форсмарк — 3 BWR, ~ 3,2 ГВт

До 2005 року було 12 реакторів, але два реактора BWR (~ 1,2 ГВт) на АЕС в Барзебеке були виведені з експлуатації в 1999 і 2005 роках.

## Глобальне потепління
За даними Управління енергетичної інформації, викиди CO2 в результаті споживання енергії в Швеції склали в 2009 році 54,77 млн тонн, що трохи нижче рівня Фінляндії 54,86 млн тонн, незважаючи на різницю в населенні . Викиди на душу населення були в Швеції 5,58 і в Фінляндії 9,93 тонни на душу населення в 2009 році.